# デモチ

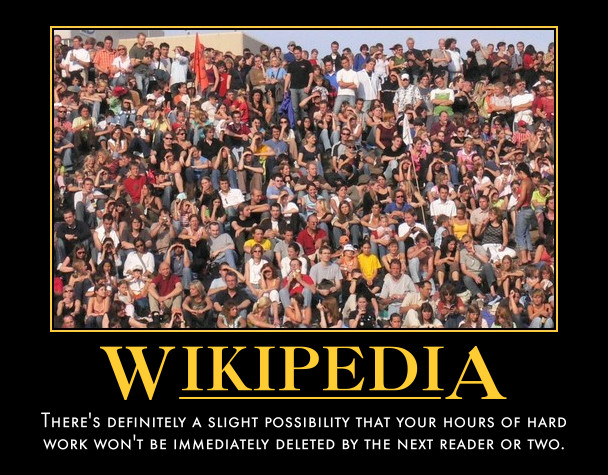
写真の下のスローガン部分には「ウィキペディア - 数時間かかって書き上げた記事は次の読者によって削除される可能性が高い」と書かれている

デモチ（デモチベーター、demotivator、demotivating poster）は、写真に一言が付いているポスターのことである。黒い枠と風刺的な内容が特徴である。

## 背景
英語圏でデモチの起源はDespair, Inc.だとされている。デモチはそもそもデモチベイティング・ポスター（demotivating poster）のことで、モチベイティング・ポスター（motivating poster）のパロディである。
モチベイティング・ポスターの役割は、職場や学校で社員や生徒が正しくふるまうように、動機づけ（モチベイティング）をして励ますことである。モチベイティング・ポスターの呼びかけが時々陳腐で、偽善的だったことから、そのパロディとしてデモチベイティング・ポスターが作られるようになった。Despair, Inc.は1998年にデモチベイティング・ポスターを発売して、4chanの影響でそのポスターは特に英語圏で非常に流行っている。最初は画像がモチベイティング・ポスターと同じで、文章だけが異なっていた。

## 内容
デモチの進化に伴って、モチベイティング・ポスターの意識が薄れて、画像が自由に使われるようになった。今は、デモチは風刺的なお笑いジャンルに発展していった。
デモチは英語圏、ロシア語圏で非常に人気で、絶え間なくネットミームを生み出していく。

### 日本のデモチ
デモチが本来持っている建前社会に対する反発の精神はふたば☆ちゃんねるなどのインターネットコミュニティにも現れている。